# As Capitais Provinciais do Irã

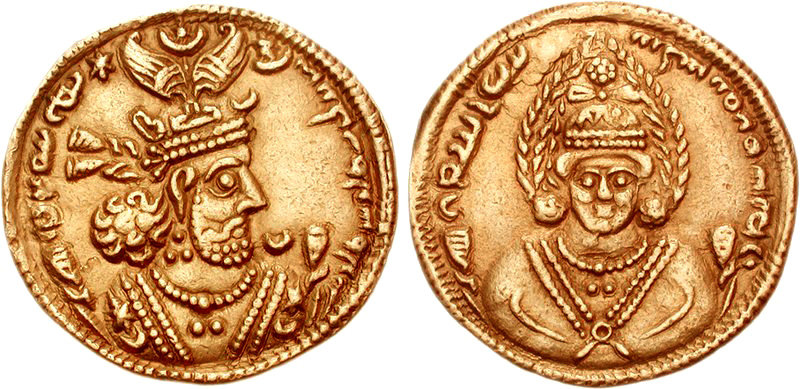
Dinar de ouro do xá r.

As Capitais Provinciais do Irão (português europeu) ou Irã (português brasileiro) (em persa médio: Šahrestānīhā ī Ērānšahr) é um texto sobrevivente em persa médio sobre geografia, que foi concluído no final do século VIII ou começo do IX. O texto dá um numerosa lista de cidade do Irã e sua história e importância para a história persa. O texto em si também tem indícios que teria sido redigido no tempo do xá Cosroes II (r. 590–628) no século VII, pois cita vários locais na África e Golfo Pérsico conquistados pelo Império Sassânida.
O livro serve como fonte para trabalhos em línguas iranianas médias, uma fonte sobre a geografia e história administrativa sassânidas, bem como uma fonte de registros históricos concernindo os nomes dos reis sassânidas como os construtores de várias cidades. O texto fornece informação sobre a épica persa, o chamado Livro de Senhores (Xwadāy-nāmag).[carece de fontes?] Este livro talvez possa ser associado ao Memória de Cidades (Ayādgār ī Šahrīhā) nomeado na Criação Original (Bundahishn) e dito como tendo sido escrito sob ordens do xá Cavades I (r. 488–496, 498–531).

## "Irã" e "Império dos Iranianos"

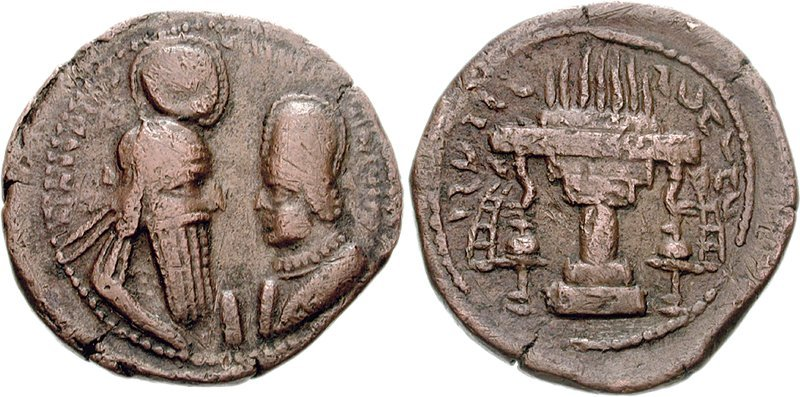
Moeda de cobre de r. e r.

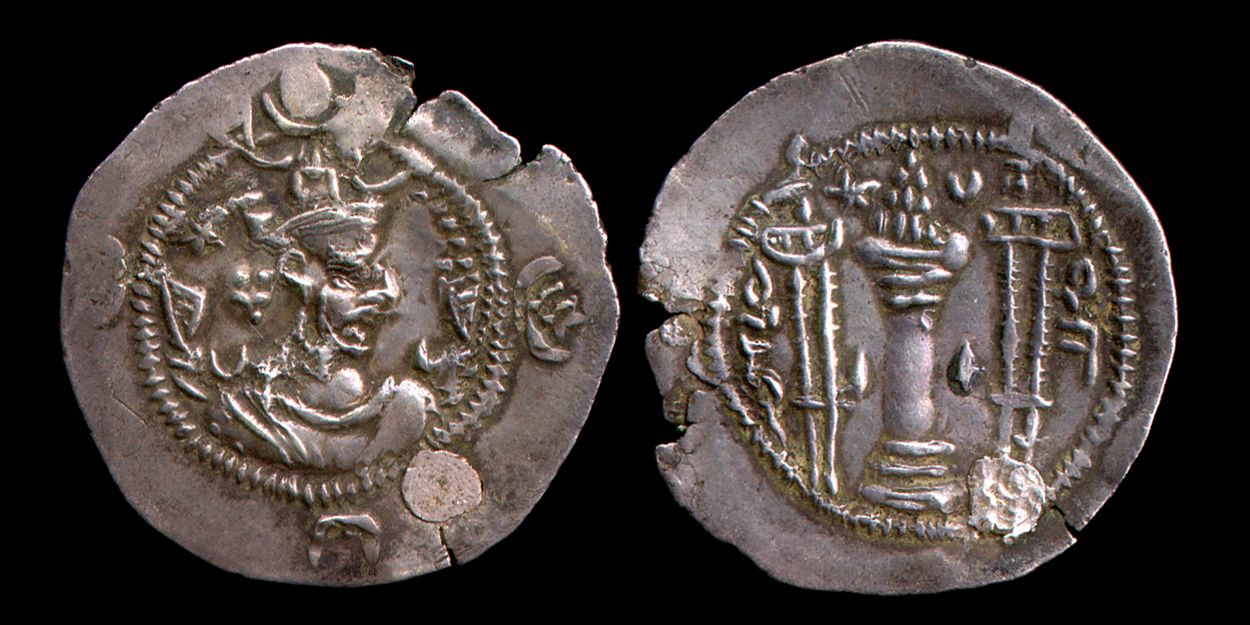
Dracma do xá (r. 488–496, 498–531)

Os termos persas Eranshahr () e Eran estiveram em uso no Irã sassânida. No período sassânida precoce (elaborações de Artaxer I e Sapor I) Eranshahr, que significa "Império dos Iranianos", foi usado para referir-se ao país persa e serviu como nome oficial do Estado. Artaxer I (r. 224–242), o primeiro rei do Império Sassânida, usou o termo mais antigo ērān (em parta: aryān) como parte de seu títulos e segundo sua etimologia. Em Naqsh-i Rustam, na província de Fars, e em moedas emitidas pelo período, Artaxer chamou-se "rei dos reis dos arianos" (em persa médio: Ardašīr šāhānšāh ērān; em parta: šāhānšāh aryān). Seu filho Sapor I (r. 240–270) referiu-se a si mesmo como "rei dos reis dos arianos e não-arianos" (šāhānšāh ērān e anērān) em persa médio e šāhānšāh aryān e anaryān em parto. Reis posteriores, de Narses (r. 293–302) a Sapor III (r. 383–388) a usaram frases idênticas ou similares e elas passaram a compor as designações padrão dos soberanos sassânidas.
Entretanto, a inscrição trilíngue (persa médio, parto e grego) de Sapor I no Cubo de Zaratustra de Fars, introduz os termos ērānšahr (persa médio) e aryānšahr (parto). A declaração de Sapor I lê-se: "I sou senhor do reino (nação) dos arianos" (...ērānšahr xwadāy hēm...). Isso segue seu título "rei dos reis dos arianos", e assim faz-o "mais plausível" que ērānšahr "propriamente denotando o império". Depois das inscrições de Dario, esta inscrição de Sapor nos muros do Cubo de Zaratustra está entre as inscrições mais importantes registradas. Ela relata partes das guerras romano-persas e dá "uma clara imagem da extensão de seu império" ao nomear as províncias, mencionando fundações religiosas e mencionando oficiais seniores da corte de Pabeco, Artaxer I e Sapor I. Segundo a inscrição, após a morte de seu pai e sua ascensão, o imperador romano Gordiano III (r. 238–244) "marchou sobre a Assíria, contra o Ērānšahr e contra nós".
Além do título real, o termo Eran também foi usado como uma abreviação de Eranshahr e referia-se ao império no período sassânida inicial. Neste caso, o ocidente romano foi correspondentemente referido como anērān. Como referências para impérios, Eran e Aneran já ocorriam num texto calendárico de Manes (datando provavelmente do reinado de Artaxer I). Este termo mais curto Eran aparece nos nomes das cidades construídas por Sapor I e seus sucessores bem como nos títulos de vários altos oficiais administrativos e comandantes militares. Dos últimos há o exemplo de "a glória do Império [de] Sapor" (Eran-xwarrah-Shaputr), "o Império pacificado [de] Cavades (Eran-ashan-kard-kwad) e para os últimos "contador geral" (Eran-amargar), "secretário chefe" (Eran-dibīrbed), "diretor médico" (Eran-drustbed), "comandante do arsenal" (Eran-hambāragbed) e "comandante-em-chefe" (Eran-spahbed).

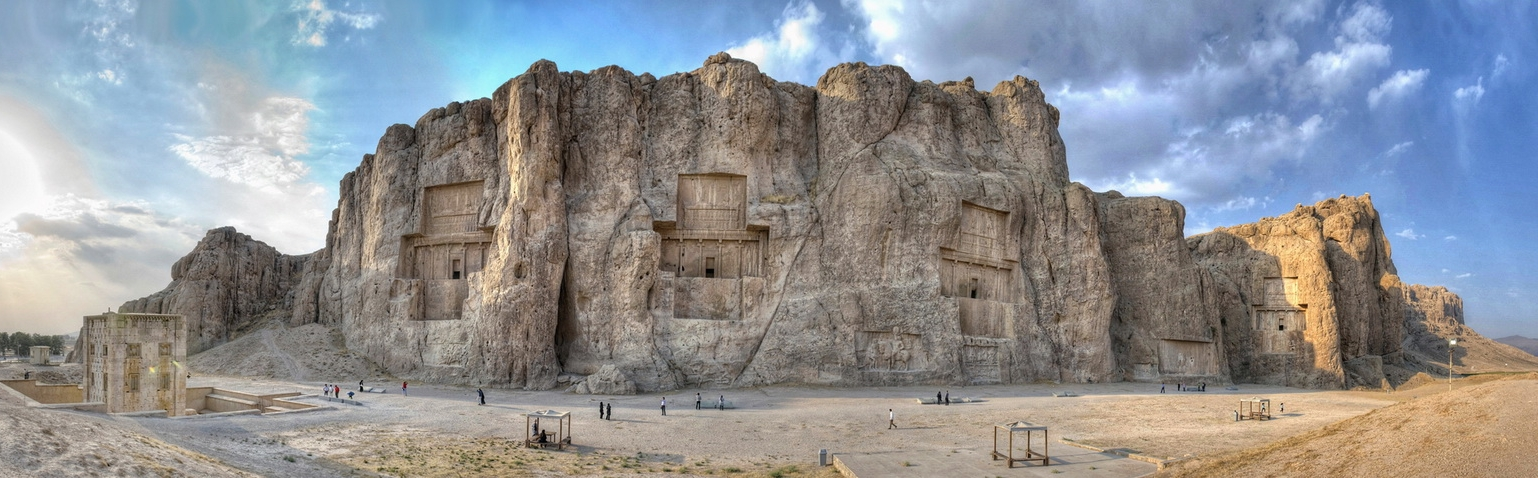
Naqsh-i Rustam e o Cubo de Zaratustra (à esquerda)

## Distritos do Império Sassânida

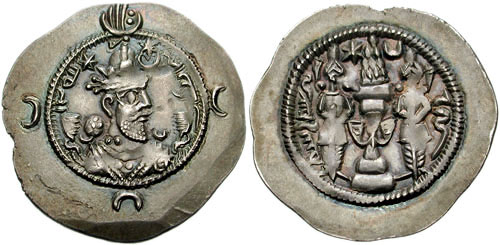
Dracma do xá r.

Segundo o livro e uma antiga tradição iraniana, o Império Sassânida era dividido em quatro regiões ou margens "mitologicamente e mentalmente" definidas chamadas custes (kust). Essas regiões do Estado durante e após o reinado de Cosroes I (r. 531–579) eram: (1) "Nordeste" (Coração), (2) "Sudoeste" (Cuararão), (3) "Sudeste" (Ninruz) e (4) "Noroeste" (Azerbaijão). Os distritos eram nomeados diagonalmente começando do nordeste para sudoeste, e do sudeste para nordeste - um estilo provavelmente seguindo a tradição persa antiga de nomear satrapias. O termo comum persa médio abāxtar (emprestada do parta abāxtar, abarag; em língua avéstica: apāxtara) usado à direção nordeste na tradição iraniana antiga teria sido evitado nesta designação e substituído pelo nome provincial Azerbaijão. Acredita-se que isso se deve à "associação zoroastrista do norte com a morada do mal" que "seria evocada pelo uso de abāxtar".